# José Luis Gómez (calciatore 1993)
José Luis Gómez (Santiago del Estero, 13 settembre 1993) è un calciatore argentino, difensore svincolato.

## Carriera

### Club
Ha esordito nella massima serie argentina, con la maglia del Racing Club, nel 2013.

### Nazionale
È stato convocato per i Giochi Olimpici del 2016.
Nel 2017 ha giocato una partita con la nazionale maggiore argentina.

## Palmarès

### Competizioni nazionali
- Campionato argentino: 1

Lanús: 2016
- Supercopa Argentina: 1

Lanús: 2016